# (5660) 1974 MA
1974 أم أي (ويعرف أيضًا باسم (5660) 1974 أم أي وفق تسمية الكوكب الصغير) (بالإنجليزية: 1974 MA)‏ هو كويكب ضمن حزام الكويكبات؛ وترتيبه 5660 من حيث الاكتشاف.
اكتُشف هذا الجُرم الفلكي بواسطة تشارلز كوال في 26 يونيو 1974.

## وصلات خارجية
- (5660) 1974 MA في قاعدة بيانات مختبر الدفع النفاث لأجرام النظام الشمسي الصغيرة

- الاكتشاف · مخطط المدار ·  العناصر المدارية · المعلمات المادية

- (5660) 1974 MA على موقع ويكي سكاي: DSS2, SDSS, GALEX, IRAS, Hydrogen α, X-Ray, Astrophoto, Sky Map, Articles and images